# Oege (Radevormwald)
Oege ist eine Ortschaft in Radevormwald im Oberbergischen Kreis im nordrhein-westfälischen Regierungsbezirk Köln in Deutschland.

## Lage und Beschreibung
Oege liegt im Nordwesten von Radevormwald nahe den Stadtgrenzen von Ennepetal und Wuppertal im Tal der Wupper. Nachbarorte sind Oedeschlenke, Im Wiesengrund Im Wildental, Remlingrade und auf Ennepetaler Stadtgebiet Mühlenfeld. Am Ort führt die Strecke der Wuppertal-Bahn vorbei, heute eine Museumsbahn.
Der Remlingrader Bach und der Lohbach münden hier in die Wupper.
Politisch wird der Ort durch den Direktkandidaten des Wahlbezirks 170 im Rat der Stadt Radevormwald vertreten.

## Geschichte
1523 wird Oege in Radevormwalder Kirchenrechnungen erstmals sicher genannt. Im Archiv der evangelischen Kirchengemeinde Hückeswagen ist für das Jahr 1481 in einer Spendenliste die Ortsbezeichnung „Oeye“ aufgeführt, die sich aber nicht eindeutig auf Oege zuordnen lässt.
1715 trägt der Ort auf der Topographia Ducatus Montani den Ortsnamen „Oeu“. Die Topographische Aufnahme der Rheinlande von 1825 beschriftet die Ortschaft mit dem Namen „In der Oede“. In der amtlichen topografische Karte (Preußische Neuaufnahme) von 1892 bis 1894 wird die Ortschaft mit „Öge“ benannt und ab der topografischen Karte von 1938 hält die heute noch gebräuchliche Schreibweise der Ortsbezeichnung „Oege“ Einzug.
1815/16 besaß der Ort 13 Einwohner. 1832 gehörte der Ort zum Kirchspiel Remlingrade des ländlichen Außenbezirks der Bürgermeisterei Radevormwald. Der laut der Statistik und Topographie des Regierungsbezirks Düsseldorf als Weiler kategorisierte Ort besaß zu dieser Zeit zwei Wohnhäuser und zwei landwirtschaftliche Gebäude. Zu dieser Zeit lebten zehn Einwohner im Ort, alle evangelischen Glaubens. 1888 sind in dem Gemeindelexikon der Rheinprovinz vier Wohnhäuser mit 20 Einwohnern verzeichnet.
1888 eröffnete man die am Ort vorbeiführende Eisenbahnstrecke der Wuppertal-Bahn (Kursbuchstrecke KBS 403). Im Ort befand sich eine Haltestelle der Bahn. Dieser Haltepunkt trug nicht den Ortsnamen Oege, sondern war nach dem in 2 km Entfernung liegenden Ort Remlingrade benannt.

## Wanderwege
Folgenden Wanderweg findet man im Bereich Oege:
- Pfeil im Wappen, Rund um Ennepetal Wappenweg